# ایشتوان کوچیش
ایشتوان کوچیش (مجاری: István Kocsis; ۶ اکتبر ۱۹۴۹ – ۹ ژوئن ۱۹۹۴) بازیکن فوتبال اهل مجارستان بود.
از باشگاه‌هایی که در آن بازی کرده‌است می‌توان به باشگاه فوتبال شپرن، باشگاه فوتبال لیرسه، و باشگاه فوتبال بوداپست هونود اشاره کرد.
وی همچنین در تیم ملی فوتبال مجارستان بازی کرده‌است.